# STS-101

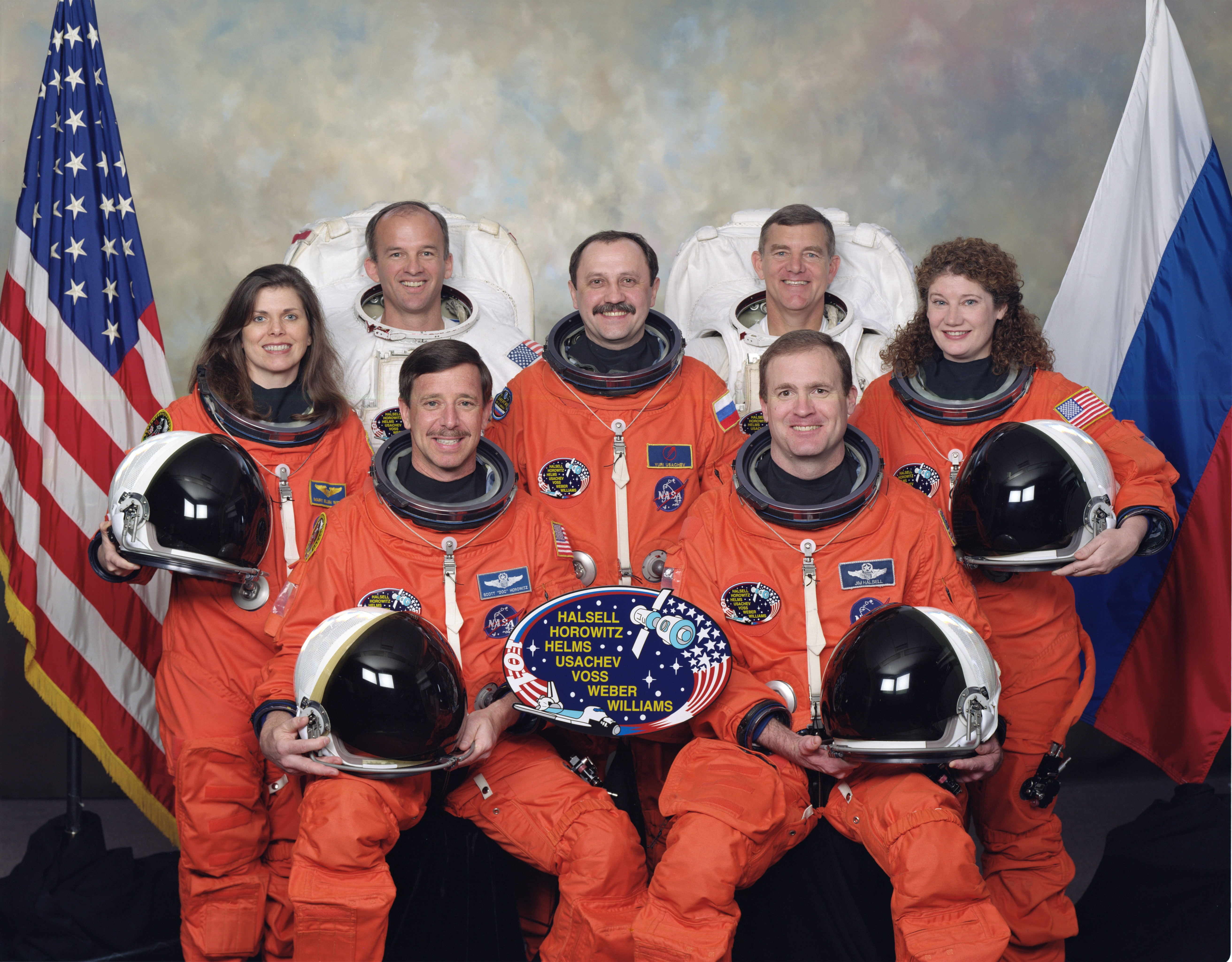
Екіпаж STS-101: спереду ліворуч Скотт Горовітц, Джеймс Голселл, позаду ліворуч Марі Вебер, Джеффрі Вільямс, Юрій Усачов, Джеймс Восс, Сьюзен Гелмс

STS-101 — третій політ шатла за програмою Міжнародної космічної станції. Основним завданням місії була доставка на орбіту витрачених матеріалів і обладнання та ремонт електрообладнання модуля «Заря». Матеріали та обладнання, що доставляється на станцію, було розміщено у подвійному транспортному модулі «Спейсхаб», який розташовувався у вантажному відсіку шатла.
Проблеми з російською ракетою-носієм «Протон» не дозволили вчасно вивести на орбіту службовий модуль «Звєзда». Модуль «Заря», який з листопада 1998 перебував у космосі, мав ресурс автономного польоту до березня 2000 року. У цей час станція складалася з модуля «Заря» і модуля «Юніті». Найближчою датою запуску модуля «Звєзда» вважався червень, але більш реальною датою запуску були липень чи серпень. Політ STS-101 планувався з розрахунку, що модуль «Звєзда» був би вже у космосі й екіпаж мав би провести обслуговування модуля «Заря» і привести в робочий стан модуль «Звєзда».
Коли в листопаді 1998 року на орбіту був виведений модуль «Заря», очікувалося, що до березня 2000 року (гарантований термін функціонування акумуляторних батарей модуля «Звєзда») модуль «Звєзда» буде на орбіті. Але проблеми з фінансуванням і аварія ракети- носія «Протон» призвели до непередбачених затримок. Оскільки запуск модуля «Звєзда» затримувався, НАСА ухвалила рішення замість одного польоту виконати два польоти «Атлантіс» STS-101 і «Атлантіс» STS-106. Під час польоту STS-101 виконати обслуговування модуля «Заря», а під час польоту STS-106 продовжити роботи з модулями «Заря» і «Звєзда».
До цього часу в модулі «Звєзда» в робочому стані знаходилися були чотири з шести акумуляторних батарей. Екіпаж шаттла «Атлантіс» STS-101 мав замінити акумуляторні батареї модуля «Заря», а також встановити обладнання для перезарядження батарей, встановити датчики задимлення, газоаналізатори і системи зв'язку. Під час виходу у відкритий космос, астронавти мали перемістити кран «Стріла» з модуля «Зоря» і тимчасово закріпити його на модулі «Юніті», тому що була небезпека, що кран міг перешкоджати при стикуванні модуля «Звєзда» з модулем «Заря».

## Екіпаж
- Джеймс Голселл (5-й космічний політ) командир екіпажу
- Скотт Горовітц, 3-й космічний політ) пілот
- Мері Вебер (2), фахівець польоту
- Джеффрі Вільямс (1), спеціаліст польоту
- Джеймс Восс (4), фахівець польоту
- Сьюзен Гелмс (4), фахівець польоту
- Юрій Усачов (Росія, 3), фахівець польоту

Екіпаж складався з досвідчених астронавтів, тільки один новачок космічних польотів — Джеффрі Вільямс.

## Виходи у відкритий космос
- Вихід 1 — ‘‘‘' ' Восс і Вільямс ‘‘‘
- Мета: установка крана «Стріла» установка поручнів, заміна антени
- Початок: 22 травня 2000 — 1:48 UTC
- Закінчення: 22 травня — 8:32 UTC
- Тривалість: 6:00 44 хвилини

Це 5-й вихід у космос пов'язаний з МКС, 5-й вихід за американською програмою пов'язаний з МКС. Це 2-й вихід у космос Джеймса Восса і 1-й вихід Джеффрі Уїльямса.

## Підготовка до польоту
- 29 жовтень 1999 керівництво НАСА оголосило, що шатл «Атлантіс» STS-101 вирушить у космос не раніше 16 березня 2000.

- 27 січня старт перенесений на 13 квітня 2000 року.

- 18 лютого був затверджений остаточний склад екіпажу шаттла: Джеймс Голселл (командир) Скотт Горовіц (пілот) Марі Вебер, Джеффрі Вільямс, Джеймс Восс, Сьюзен Гелмс і Юрій Усачов. Раніше учасники екіпажу Едвард Лу, Юрій Маленченко і Борис Моруков були переведені в екіпаж шаттла "Атлантіс " STS-106.

- 13 березня старт перенесений на 17 квітня 2000 року.

- 23 березня старт перенесений на 18 квітня 2000 року.

- 25 березня шатл «Атлантіс» був вивезений з будівлі вертикальної збірки на стартовий майданчик 39А.

- 29 березня старт шатлу «Атлантіс» STS-101 призначили на 15:20 24 квітня 2000 року. Стикування з МКС 26 квітня. Повернення на Землю 4 травня.

- 21 квітня екіпаж шаттла прибув на космодром на мисі Канаверал.

- 24 квітня о 18:04 астронавти зайняли свої місця в кабіні шаттла, і люк за ними був закритий. О 20:07, за 8 хвилин до пуску, старт був скасований через вітер, швидкість якого перевищила допустиму норму. Старт був перенесений на добу і призначений на 19:52 25 квітня.

- 25 квітня о 18:18 (приблизно за півтори години до призначеного часу старту) старт знову через сильний вітер скасували і перенесли на 19:29 26 квітня.

- 26 квітня за дев'ять хвилин до призначеного часу (19:29) третя спроба старту шаттла була скасована. Причиною скасування стали погані погодні умови в Європі, в районі аеродромів аварійної посадки в Сарагосі (Іспанія), в Мороні (Іспанія) і Бен Гурірі (Марокко).

- 5 травня старт шатла «Атлантіс» був призначений на 18 травня о 10:38

- 15 травня екіпаж шаттла прибув на космодром.

- 16 травня старт шаттла перенесений з 18 травня на 19 травня о 10:11.

- 19 травня о 10:11 шатл « Атлантіс» STS-101 успішно стартував.

## Політ

### 19 травня (Старт і перший день польоту)
Після кількох затримок 19 травня в 10:11 за Гринвічем шатл «Атлантіс» STS-101 успішно стартував з космодрому мису Канаверал. Міжнародна космічна станція в момент старту перебувала над Україною. Цей 21- й космічний політ шаттла «Атлантіс» був його першим польотом після капітальної планової модернізації, яка з 1997 тривала майже три роки.
Після першої корекції параметри орбіти шаттла становили 320 × 200 км, нахил 51,6 °. Після виходу на орбіту був відкритий вантажний відсік шатлу. Через п'ять годин після старту, о 15:11, екіпаж відійшов до сну, щоб прокинутися о 23:11 і почати перший повний день у космосі.

### 20 травня (другий день польоту)
Підйом о 23:11 19 травня.
Астронавти займалися перевіркою систем шатла, підготовкою до стикування з МКСі підготовкою до виходу Вільямса і Восса у відкритий космос, який планувався в ніч з 20 на 21 травня. Астронавти Голселл і Вебер перевіряли працездатність робота-маніпулятора шаттла.
Параметри орбіти шаттла становили 320 × 160 км. «Атлантіс» перебував за 4350 км позаду МКС і наближався до станції на 880 км за кожен оборот навколо Землі (~ 90 хвилин).
Відхід екіпажу до сну о 13:11 20 травня.

### 21 травня (третій день польоту)
З 21:11 20 травня до 13:11 21 травня.
21 травня о 4:31 шатл «Атлантіс» пристикувався до Міжнародної космічної станції. Люк між шатлом і МКС мали відкрити через добу — 22 травня. До відкриття люка в станцію планувався вихід у відкритий космос.
До виходу у відкритий космос готувалися астронавти Восс і Вільямс. Тиск в кабіні шаттла було знижено з 1 атм (нормальний атмосферний тиск) до 0,7 атм, що відповідає тиску на висоті при близно 3000 метрів над рівнем океану 3000. Це робиться для допомоги астронавтам, які готуються до виходу у відкритий космос, звикнути до зниженого тиску і уникнути кесонної хвороби. При виході у відкритий космос всередині скафандра створюється атмосфера з чистого кисню, тиск усередині скафандра становить 0,3 атм.
Вихід мав розпочатися о 3:31 (22 травня) і закінчитися о 9:01.
Параметри орбіти МКС і шаттла становили 340 × 330 км, період — 91 хвилина.

### 22 травня (четвертий день польоту)
З 21:11 21 травня по 13:22 травня.

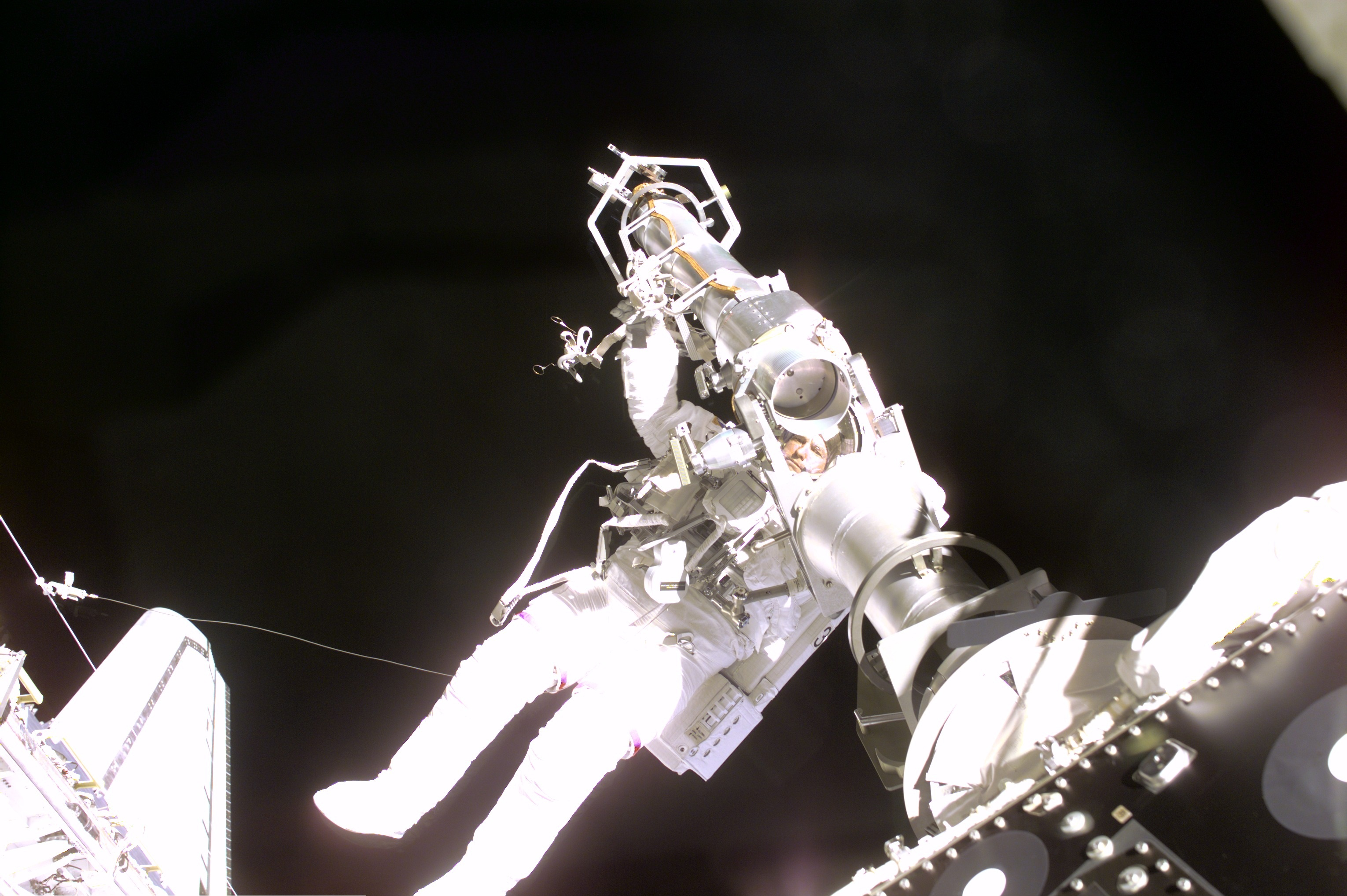
Джеффрі Вільямс монтує кран «Стріла»

Астронавти Джеймс Восс і Джеффрі Вільямс працювали у відкритому космосі. Вихід почався о 1:48 (22 травня) раніше, ніж планувалося. Астронавти закріпили на зовнішній поверхні станції американський кран, завершили встановлення російського крана «Стріла», замінили несправну антену системи комунікації та встановили на зовнішній поверхні станції кілька поручнів. Ці поручні будуть використовуватися астронавтами для переміщення по зовнішній поверхні станції при наступних виходах у відкритий космос.
Вихід у космос тривав 6 годин 44 хвилини і закінчився о 8:32. Астронавтам поза кораблем асистував Скотт Горовіц, роботом- маніпулятором шаттла управляла Марі Вебер.
Цей вихід був 85-м в історії американської космонавтики, 49-й вихід з шатла і 5-й вихід, пов'язаний з МКС.
Екіпаж готувався до відкриття люка і переходу в МКС.

### 23 травня (п'ятий день польоту)
З 20:56 22 травня по 12:41 23 травня.
Астронавти почали відкривати люки в МКС. Їм належало відкрити п'ять люків. Весь процес триває приблизно годину. Першим відкривався люк між шатлом і стикувальним адаптером 2, потім між стикувальним адаптером 2 і модулем «Юніті», між модулем «Юніті» і стикувальним адаптером 1, між стикувальним адаптером 1 і модулем «Зоря», люк у кормовому відсіку модулі «Зоря».
Першими в станцію входили Юрій Усачов і Сьюзен Гелмс. Їм була надана можливість першим оглянути місце їхньої майбутньої багатомісячної роботи. Юрій Усачов, Сьюзен Гелмс і Джеймс Восс згодом стали другим довготривалим екіпажем МКС.
В 0:03 (23 травня) було відкрито перший люк. Через півгодини було відкрито другий люк, і астронавти Гелмс і Усачов увійшли в модуль «Юніті». До них приєднався Джеймс Восс. В 0:53 Гелмс і Усачов увійшли в модуль «Зоря». Останній люк був відкритий в 0:58. Астронавти контролювали склад повітря в станції, концентрацію вуглекислого газу та системи вентиляції. Всі параметри були в нормі.
Після входу в станцію астронавти розпочали роботу. Усачов і Гелмс замінили дві несправні акумуляторні батарей та пов'язані з ними електронні системи управління в модулі «Зоря». Ще дві батареї будуть замінені в наступні дні. Астронавти замінили три старі вогнегасники трьома свіжими. Астронавти також ремонтували системи комунікації в модулі «Юніті».
Астронавти почали переносити з шаттла доставлені на станцію матеріали і обладнання.

### 24 травня (шостий день польоту)
З 20:41 2З травня до 12:23 24 травня.
Астронавти продовжили перенесення матеріалів і устаткування в станцію. Загалом мали перемістити понад 1,5 тонни вантажів. Була замінена ще одна акумуляторна батарея в модулі «Зоря». Після зарядки всі батареї нормально функціонували. Астронавти також встановили детектори диму і повітряні фільтри.
Командир «Атлантіса» Джеймс Голселл і пілот Скотт Горовітц 27 разів протягом години включали двигуни шаттла і підняли орбіту всього комплексу майже на 16 км. У наступні дні орбіта станції буде піднята ще двічі. Після цих операцій орбіта станції підніметься до 370 км.
О 3:21 астронавти проводили прес-конференцію для радіо і телевізійних станцій США.
Параметри орбіти МКС і шаттла становили 350 × 340 км, період — 91 хвилина.

### 25 травня (сьомий день польоту)
З 20:41 24 травня до 12:11 25 травня.
Астронавти продовжили перенесення матеріалів і устаткування в станцію. Була замінена четверта і остання з намічених до заміни акумуляторна батарея в модулі «Зоря».
Астронавти встановили в станції велотренажер.
Командир «Атлантіса» Джеймс Голселл і пілот Скотт Горовітц провели другу корекцію орбіти комплексу. Орбіта була піднята ще на 15 км.

### 26 травня (восьмий день польоту)
З 20:11 хвилин 25 травня до 20:41 26 травня
Астронавти закінчили перенесення вантажів з шаттла в станцію. Була проведена третя корекція орбіти комплексу. Екіпаж почав підготовку до закриття люків станції і розстикування, запланованого на 23:26 27 травня.
О 5:23 астронавти Гелмс і Усачов почали закривати люки станції. Останній люк був закритий о 8:04. У цей час комплекс gtht, edfd на висоті 376 км над Червоним морем.
О 3:23 шаттл відстикувався від МКС. Шаттл і станція перебували в зістикованому стані 5 діб 18 годин 32 хвилини. Загалом астронавти шаттла провели в станції 3 доби 08 годин 01 хвилину, протягом яких були відкриті люки в станцію.
Шаттл зробив півоберта навколо станції.
Після відходу шаттла орбіта станції мала наступні параметри: 383 × 370 км, період 92 хвилини.
О 23:41 були включені двигуни шаттла і він покинув станцію.

### 27 травня (дев'ятий день польоту)
З 20:41 26 травня до 12:11 27 травня.
Астронавти готувалися до повернення на Землю. О 3:41 була проведена прес-конференція екіпажу з журналістами, які зібралися в американському і російському центрах управління польотом.
Шаттл віддалявся від станції на 11 км за кожний оберт навколо Землі. Посадку призначили на 5:20 29 травня.
Шаттл мав дві можливості приземлення на космодромі у Флориді 29 травня. Перша можливість о 6:20 (включення гальмівного двигуна о 5:16), друга можливість о 7:56 (включення гальмівного двигуна о 6:53).

### 28 травня (десятий день польоту)
З 20:11 27 травня до 12:11 28 травня.
Астронавти готувалися до повернення на Землю. Перевіряли системи шатлу, укладали речі та інструменти.

### 29 травня (одинадцятий день польоту)
З 12:11 26 травня до 6:20 29 травня.
Шаттл «Атлантіс» успішно повернувся на Землю 29 травня.
О 1:13 почалася підготовка до гальмування і спуску з орбіти. О 2:33 був закритий вантажний відсік шатлу. О 3:49 астронавти наділи свої скафандри і о 4:13 зайняли свої місця в кріслах.
О 4:49 екіпаж отримав дозвіл на приземлення. Гальмівний двигун був включений о 5:12. Гальмівний двигун відпрацював 3 хвилини 5 секунд. О 6:20 шатл « Атлантіс» приземлився на посадкову смугу 15 в космічному центрі ім. Кеннеді у Флориді. Тривалість польоту становила
9 діб 21 годину 10 хвилин 10 секунд.

## Галерея

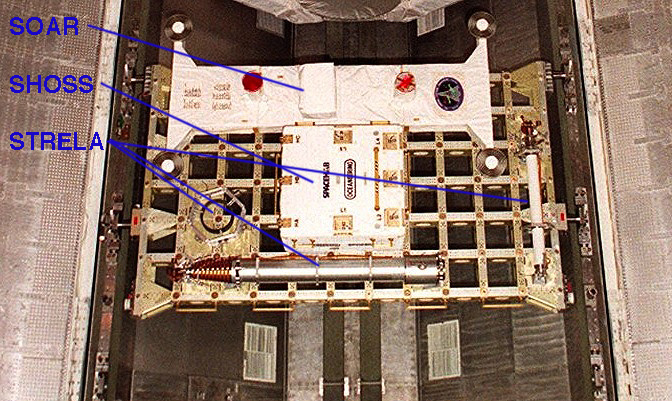
ICC STS-101 with SOAR, SHOSS Коробка й Стріла
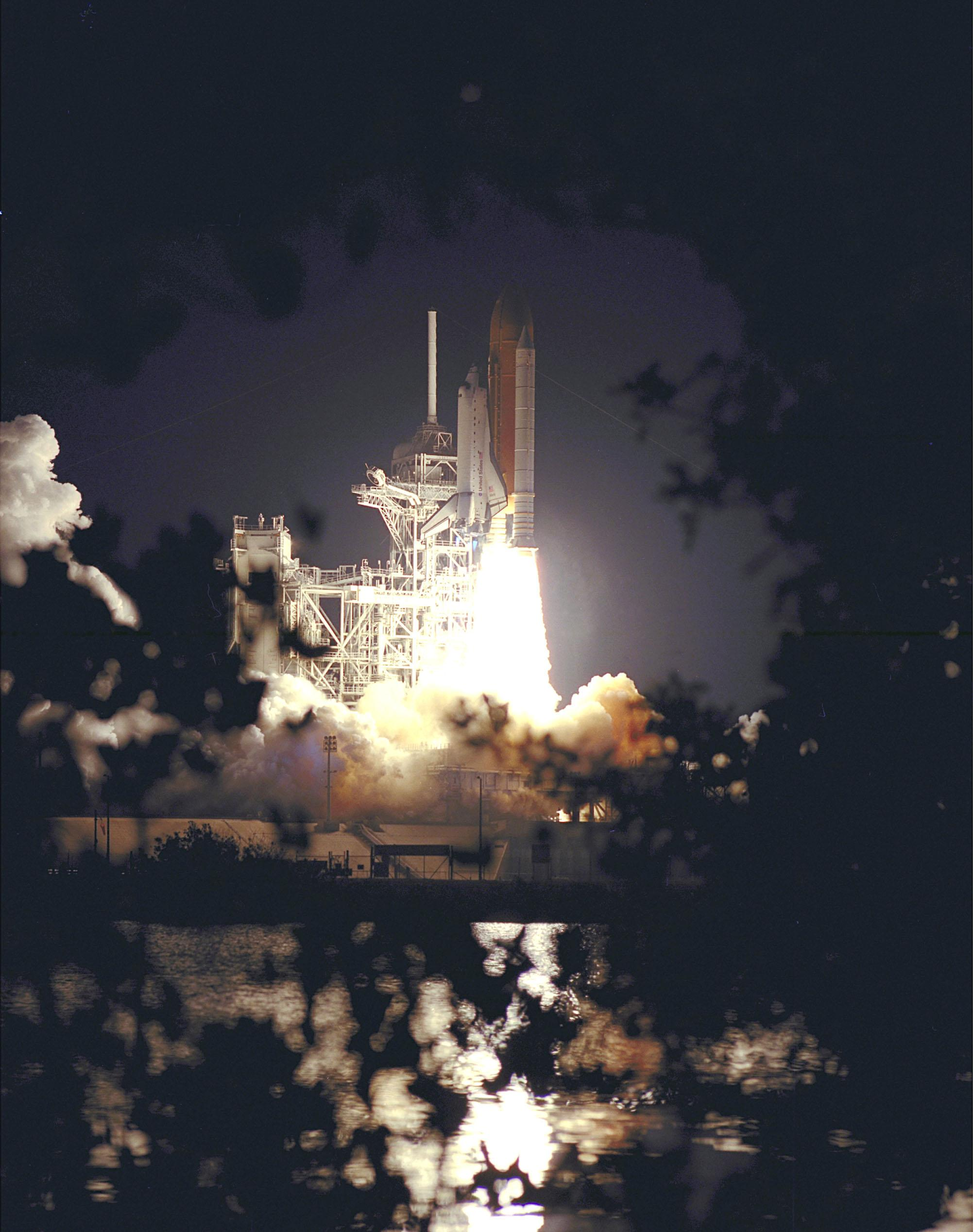
STS-101 запускають з Космічного Центру ім. Кеннеді, 19 травня 2000 р.
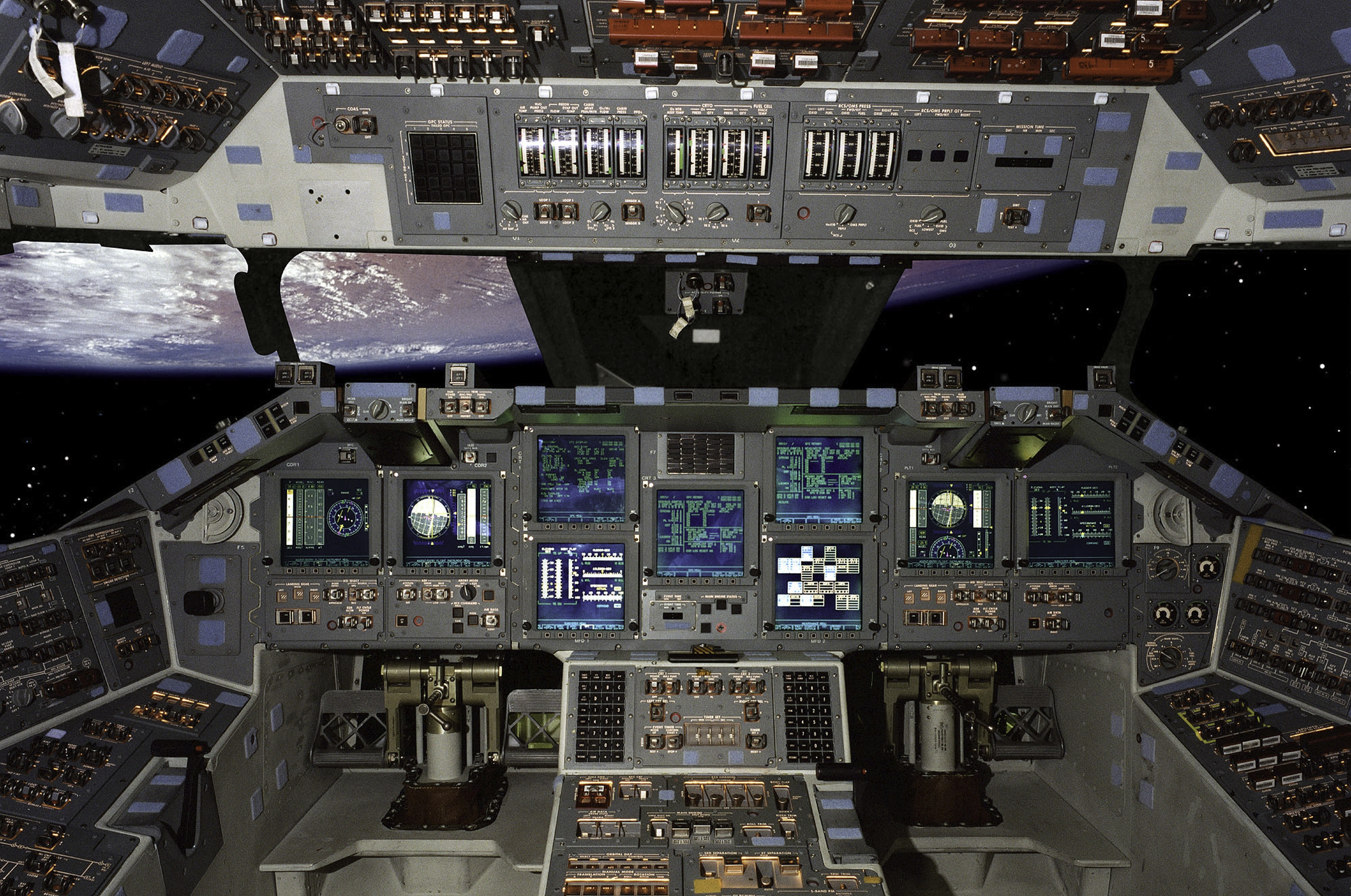
Під час польоту STS-101
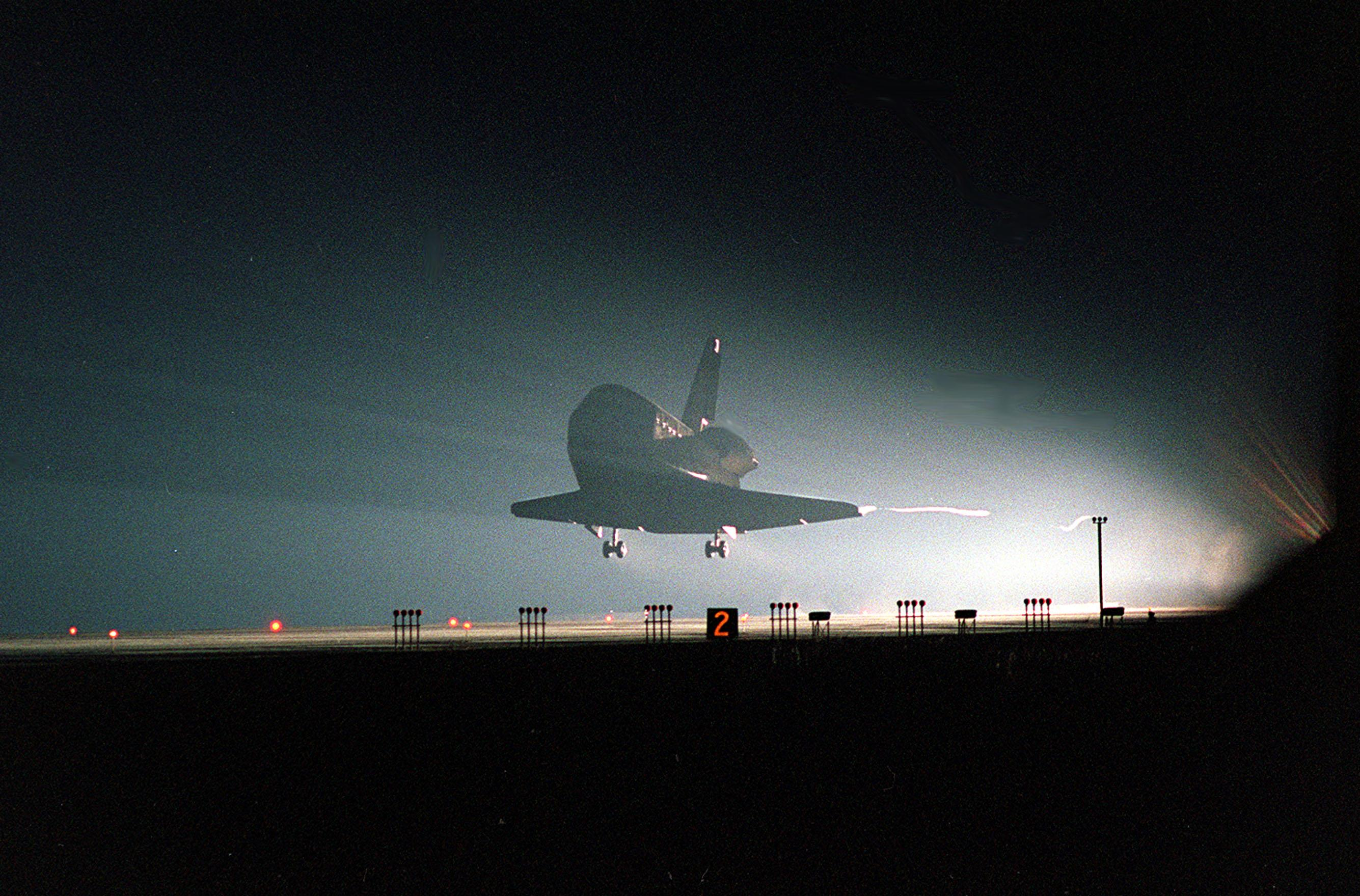
Кінець місії STS-101, 29 травня 2000